# Your Man (bài hát của Josh Turner)
"Your Man" là một bài hát của nam ca sĩ nhạc đồng quê người Mỹ Josh Turner. Ca khúc được phát hành thành đĩa đơn mở đường và cũng là ca khúc chủ đề từ album cùng tên. Đây là đĩa đơn thứ tư trong sự nghiệp của Turner. Ca khúc trở thành đĩa đơn quán quân đầu tiên của nam ca sĩ trên bảng xếp hạng Billboard Hot Country Songs của Hoa Kỳ vào đầu năm 2006. Bài hát được RIAA chứng nhận Vàng vào ngày 1 tháng 6 năm 2006, và được chứng nhận Bạch kim vào ngày 10 tháng 9 năm 2012. Tính đến tháng 11 năm 2015, bài hát đã bán được 1.307.000 bản tại Hoa Kỳ.
Với việc giành được vị trí quán quân trên bảng xếp hạng, "Your Man" đã đem về các giải thưởng của Nghiệp đoàn các Nhà soạn nhạc, Tác giả và Nhà xuất bản Hoa Kỳ (ASCAP) cho hai tác giả Chris Stapleton và Chris DuBois, cũng như một giải của Tổ chức Broadcast Music Incorporated (BMI) cho tác giả Jace Everett.

## Xếp hạng

### Xếp hạng tuần
| Bảng xếp hạng (2005–06)              | Vị trí cao nhất |
| ------------------------------------ | --------------- |
| Hoa Kỳ Billboard Hot 100             | 38              |
| Hoa Kỳ Hot Country Songs (Billboard) | 1               |

### Xếp hạng cuối năm
| Bảng xếp hạng (2006)             | Vị trí |
| -------------------------------- | ------ |
| Hoa Kỳ Country Songs (Billboard) | 21     |

## Chứng nhận doanh số
| Quốc gia                                                                           | Chứng nhận | Số đơn vị/doanh số chứng nhận |
| ---------------------------------------------------------------------------------- | ---------- | ----------------------------- |
| Hoa Kỳ (RIAA)                                                                      | Bạch kim   | 1.307.000                     |
| * Chứng nhận dựa theo doanh số tiêu thụ. ^ Chứng nhận dựa theo doanh số nhập hàng. |            |                               |